# Use Your Illusion II
Use Your Illusion II — четвертий студійний альбом американського рок-гурту Guns N' Roses, виданий в 1991 році.

## Список композицій
| #     | Назва                                                       | Автор                                       | Тривалість |
| ----- | ----------------------------------------------------------- | ------------------------------------------- | ---------- |
| 1.    | «Civil War»                                                 | Роуз, Слеш, Маккаган                        | 7:42       |
| 2.    | «14 Years»                                                  | Роуз, Стредлін                              | 4:23       |
| 3.    | «Yesterdays»                                                | Роуз, Вест Аркін, Дел Джеймс, Біллі Маклауд | 3:14       |
| 4.    | «Knockin' on Heaven's Door» (кавер-версія хіта Боба Ділана) | Боб Ділан                                   | 5:36       |
| 5.    | «Get in the Ring»                                           | Роуз, Слеш, Маккаган                        | 5:42       |
| 6.    | «Shotgun Blues»                                             | Роуз                                        | 3:23       |
| 7.    | «Breakdown»                                                 | Роуз                                        | 7:04       |
| 8.    | «Pretty Tied Up»                                            | Стредлін                                    | 4:48       |
| 9.    | «Locomotive»                                                | Роуз, Слеш                                  | 8:42       |
| 10.   | «So Fine»                                                   | Маккаган                                    | 4:08       |
| 11.   | «Estranged»                                                 | Роуз                                        | 9:23       |
| 12.   | «You Could Be Mine»                                         | Роуз, Стредлін                              | 5:43       |
| 13.   | «Don't Cry» (Альтернативний текст)                          | Роуз, Стредлін                              | 4:45       |
| 14.   | «My World»                                                  | Роуз                                        | 1:24       |
| 75:58 |                                                             |                                             |            |

## Учасники запису
Guns N' Roses
- Ексл Роуз — вокал, фортепіано, свист («Civil War»), бек-вокал («14 Years»), ритм-гітара («Shotgun Blues»)
- Слеш — соло-гітара, акустична гітара («Civil War»), банджо («Breakdown»)
- Іззі Стредлін — ритм-гітара, бек-вокал, вокал («14 Years»), акустична гітара («Breakdown»), ситара («Pretty Tied Up»)

## Позиції в чартах і сертифікації
| Країна            | Найвища позиція | Сертификація |
| ----------------- | --------------- | ------------ |
| Австралія         | 1               | 5×Платиновий |
| Австрія           | 1               | 2×Платиновий |
| Бельгія           | 1               | 6×Платиновий |
| Канада            | 1               | 6×Платиновий |
| Європейський Союз | 3               | 7×Платиновий |
| Фінляндія         | 3               | Золотий      |
| Франція           | 1               | Платиновий   |
| Німеччина         | 1               | Платиновий   |
| Нідерланди        | 1               | Платиновий   |
| Нова Зеландія     | 1               | 6×Платиновий |
| Норвегія          | 2               | Платиновий   |
| Швейцарія         | 1               | 4×Платиновий |
| Швеція            | 4               | Платиновий   |
| Велика Британія   | 1               | 5×Платиновий |
| США               | 1               | Платиновий   |